# Ermengol Gassiot Ballbé
Ermengol Gassiot Ballbé (1972) és un arqueòleg, doctor en Prehistòria i professor a la UAB. El 2014 fou elegit secretari general a Catalunya del sindicat anarcosindicalista CGT. Forma part de la fornada de nous dirigents anarcosindicalistes amb relació amb els moviments socials i l'independentisme. A Terrassa va formar part de l'Assemblea d'Okupes.
Es va afiliar al sindicat l'any 1998 procedent del col·lectiu Assemblea d'Okupes de Terrassa, i, des del 2006, és delegat del comitè d'empresa de la Universitat Autònoma de Barcelona, al mateix temps que ocupa la secretaria d'Acció Social de la CGT des del 2010.
El 27 de febrer del 2017 va ser detingut arran d'una ordre de cerca i captura per una ocupació del rectorat de la UAB el 2013 en protesta pel Pla Bolonya.